# Kambodschanisch-osttimoresische Beziehungen
Die Staaten Kambodscha und Osttimor unterhalten freundschaftliche Beziehungen.

## Geschichte

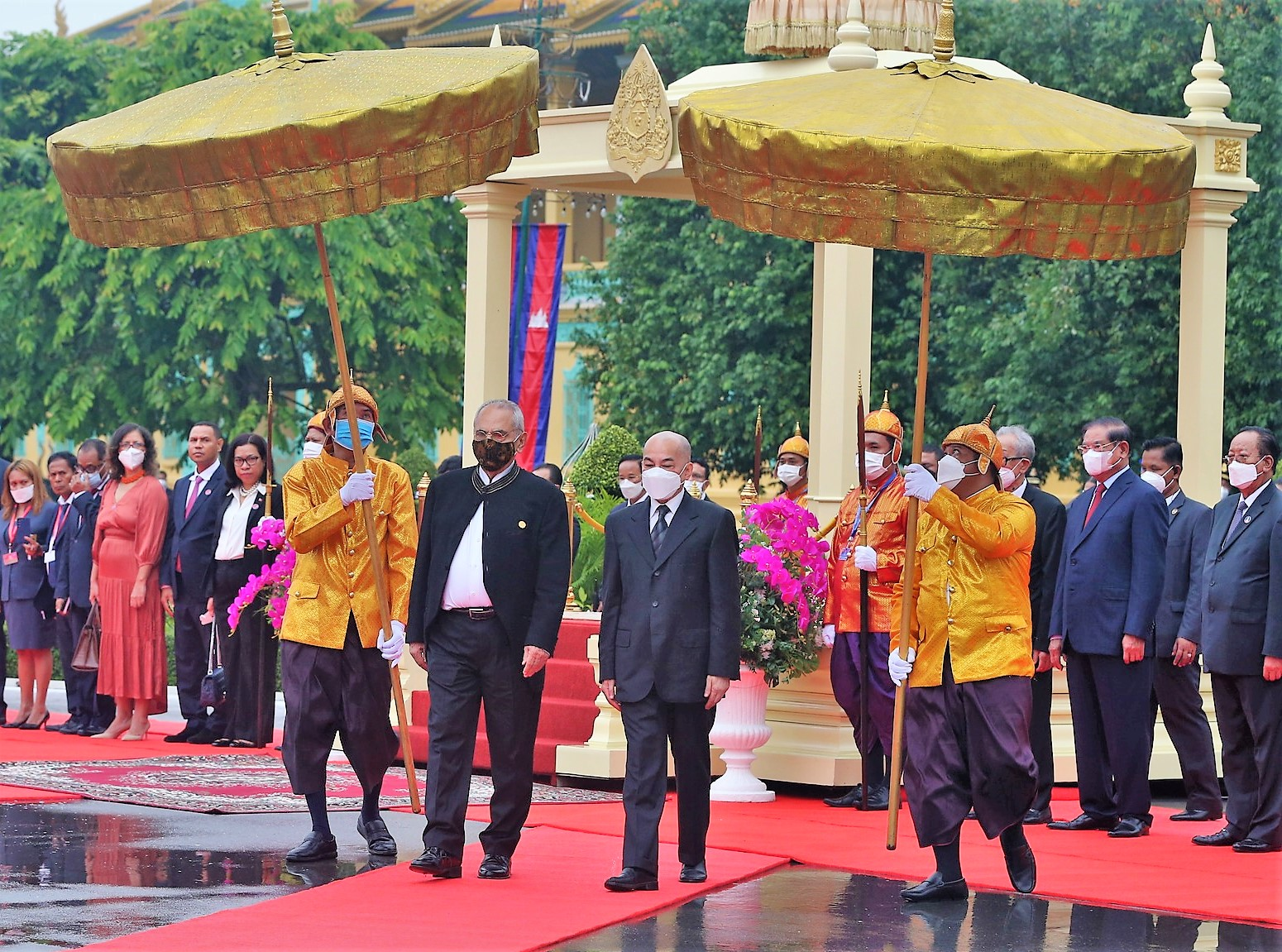
Präsident José Ramos-Horta bei König Norodom Sihamoni

Die Beziehungen zwischen Kambodscha und Osttimor werden derzeit ausgeweitet. Beide Staaten Südostasiens haben eine lange Gewaltherrschaft und eine Periode der Verwaltung durch die Vereinten Nationen hinter sich, wodurch sie sich verbunden fühlen. Diplomatische Beziehungen wurden am 29. Juli 2002 aufgenommen.
Im Verlauf des ersten Besuchs von Kambodschas Premierminister Hun Sen in Osttimor im August 2016 wurden mehrere bilaterale Verträge betreffs technischer, arbeitspolitischer und wirtschaftlicher Kooperation und Visaverfahren unterzeichnet. Außerdem wurden von Kambodscha jährlich zehn Stipendien für osttimoresische Studenten zugesagt. Im Oktober 2022 besuchte Osttimors Staatspräsident José Ramos-Horta Kambodscha.

## Diplomatie

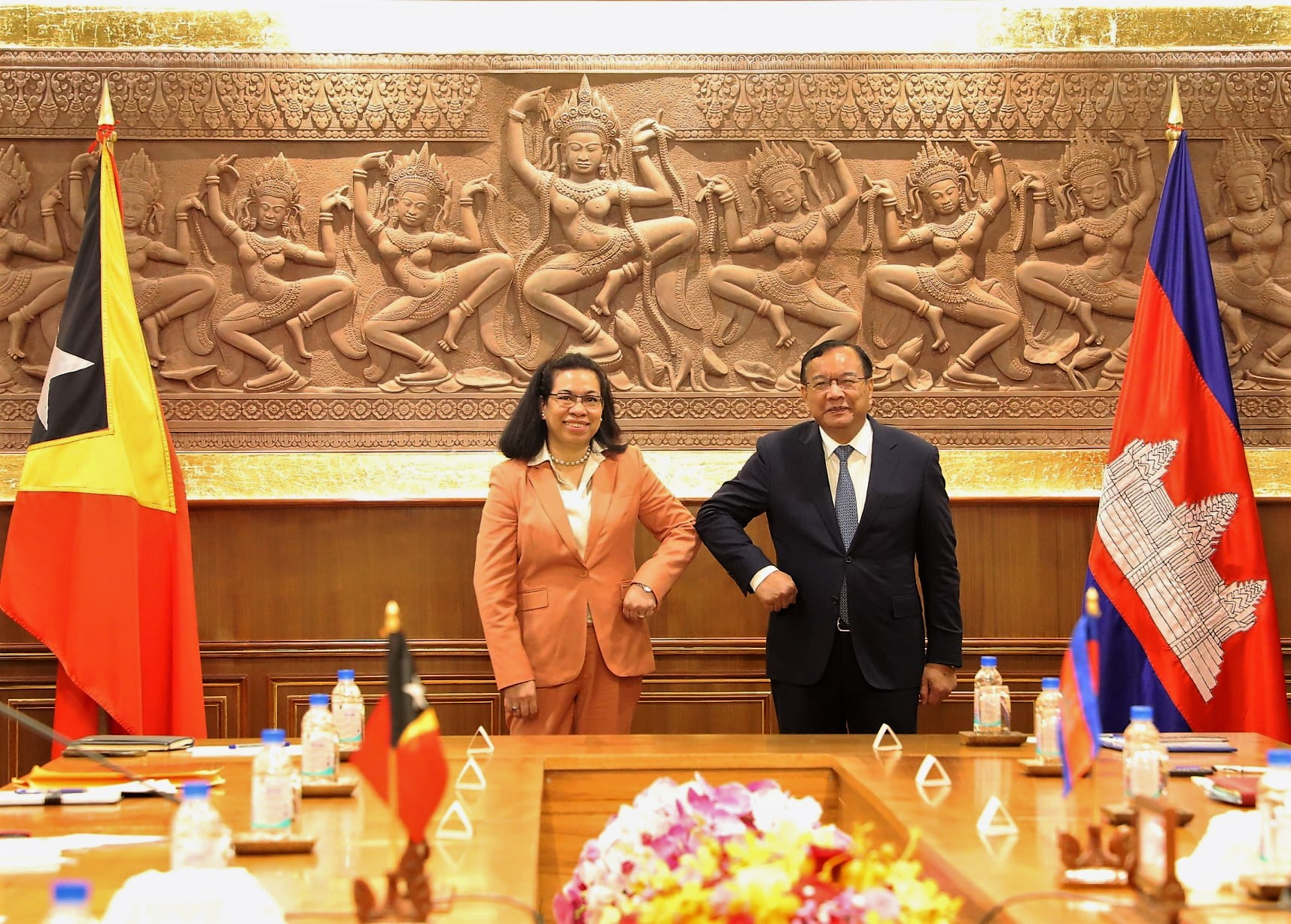
Die Außenminister Adaljíza Magno und Prak Sokhonn im Außenministerium Kambodschas

2015 wurde mit Felicidade de Sousa Guterres von Staatspräsident Taur Matan Ruak die erste Botschafterin Osttimors in Kambodscha ernannt. Die Akkreditierung erfolgte am 28. April 2016.
Kambodscha unterhält seit 2025 in Dili eine Botschaft.

## Wirtschaft
Kambodscha unterstützt Osttimor in seinem Bestreben, der ASEAN und der Welthandelsorganisation beizutreten.
Der Inselstaat unterstützt Kambodscha mit seinen Erfahrungen bei der Ausbeutung von Erdölfeldern und der dafür nötigen Gesetzgebung. Von Kambodscha will Osttimor gemahlenen Reis und Zucker importieren.
Kambodscha erklärte 2016, man wolle osttimoresischen Kaffee kaufen und technische Hilfe beim Reisanbau und Tourismus in Osttimor leisten.
2018 registrierte das Statistische Amt Osttimors aber nur Re-Exporte nach Kambodscha im Wert von 23.000 US-Dollar.

## Einreisebestimmungen
Osttimoresen können ein eVisa für Kambodscha erhalten.